# Mistrovství světa ve vodním slalomu 1979
Mistrovství světa ve vodním slalomu 1979 se uskutečnilo v kanadském Jonquière pod záštitou Mezinárodní kanoistické federace. Jednalo se o 16. mistrovství světa ve vodním slalomu.

## Muži

### Kánoe
| Závod       | Zlato                                                                                             | Body   | Stříbro                                                                                         | Body   | Bronz                                                                                          | Body   |
| C1          | Jon Lugbill (USA)                                                                                 | 238.49 | David Hearn (USA)                                                                               | 242.85 | Bob Robison (USA)                                                                              | 255.62 |
| C1 družstvo | USA Jon Lugbill David Hearn Bob Robison                                                           | 279.55 | Západní Německo Jürgen Schnitzerling Walter Horn Udo Werner                                     | 353.17 | Československo Milan Gába Karel Třešňák Karel Ťoupalík                                         | 414.88 |
| C2          | Západní Německo Dieter Welsink Peter Czupryna                                                     | 260.67 | Francie Pierre Calori Jacques Calori                                                            | 275.43 | Polsko Wojciech Kudlik Jerzy Jeż                                                               | 277.11 |
| C2 družstvo | Polsko Wojciech Kudlik a Jerzy Jeż Jan Frączek a Ryszard Seruga Zbigniew Czaja a Jacek Kasprzycki | 334.65 | Francie Pierre Calori a Jacques Calori Richard Hernanz a Mare Labedens Jean Lamy a Robert Platt | 373.35 | Švýcarsko Christoph Studer a Ernst Rudin Martin Wyss a Roland Wyss Hardy Künzli a Peter Probst | 477.81 |

### Kajak
| Závod       | Zlato                                                 | Body   | Stříbro                                                  | Body   | Bronz                                                      | Body   |
| K1          | Peter Fauster (AUT)                                   | 209.08 | Eduard Wolffhardt (AUT)                                  | 211.09 | Richard Fox (GBR)                                          | 211.47 |
| K1 družstvo | Spojené království Richard Fox Albert Kerr Allan Edge | 235.36 | Rakousko Norbert Sattler Peter Fauster Eduard Wolffhardt | 243.28 | Švýcarsko Milo Duffek René Zimmermann Martin Brandenburger | 245.48 |

## Ženy

### Kajak
| Závod       | Zlato                                              | Body   | Stříbro                                                             | Body   | Bronz                                                      | Body   |
| K1          | Cathy Hearnová (USA)                               | 253.30 | Elizabeth Sharmanová (GBR)                                          | 253.86 | Linda Harrisonová (USA)                                    | 257.74 |
| K1 družstvo | USA Cathy Hearnová Linda Harrisonová Becky Juddová | 384.07 | Západní Německo Ulrike Deppeová Elke Dietzeová Gabriele Köllmannová | 385.81 | Švýcarsko Kathrin Weissová Sabine Weissová Alena Kuceraová | 409.91 |

## Medailové pořadí zemí
| Pořadí | Země               | Zlato | Stříbro | Bronz | Celkem |
| ------ | ------------------ | ----- | ------- | ----- | ------ |
| 1      | USA                | 4     | 1       | 2     | 7      |
| 2      | Rakousko           | 1     | 2       | 0     | 3      |
| 2      | Západní Německo    | 1     | 2       | 0     | 3      |
| 4      | Spojené království | 1     | 1       | 1     | 3      |
| 5      | Polsko             | 1     | 0       | 1     | 2      |
| 6      | Francie            | 0     | 2       | 0     | 2      |
| 7      | Švýcarsko          | 0     | 0       | 3     | 3      |
| 8      | Československo     | 0     | 0       | 1     | 1      |
| Celkem | Celkem             | 8     | 8       | 8     | 24     |